# Un lecteur de génie !
 (janvier 2020).
Un lecteur de génie ! est le trente-et-unième album de la série de bande dessinée Les Simpson, sorti le 24 août 2016, par les éditions Jungle. Il contient trois histoires : Les mille et une nouilles, Crâne d’œuf un conte de Dame Marge et Bard Boy .